# Pachydissus thibetanus
Pachydissus thibetanus es una especie de escarabajo longicornio del género Pachydissus, tribu Cerambycini, subfamilia Cerambycinae. Fue descrita científicamente por Pic en 1946.

## Descripción
Mide 23 milímetros de longitud.

## Distribución
Se distribuye por China.